# Taraxacum corpulentum
Taraxacum corpulentum — вид квіткових рослин з родини айстрових (Asteraceae). Вид зростає в Європі: Німеччина, Польща; інтродукований до Фінляндії; це багаторічна рослина помірних біомів.

## Морфологічна характеристика
Висока, міцна рослина. Листки жовтувато-зелені, павутинні, майже голі. Черешки листя досить довгі, від вузько- до ширококрилих, волосаті, знизу злегка пурпурові, зверху зеленуваті. Бічні частки листя по 2–3 пари, верхні тупі, нижні гострі, довго розширені. Міждолі округлі, часто складчасті, з смолистими або фіолетовими краями. Кошик до 5 см в діаметрі, темно-жовтий, малоквітковий, плоский. Крайові квітки знизу з брудно-оливковою смугою. Сім'янка коричнева, 4,8–5 мм завдовжки, 1 мм завширшки, знизу гладка, зверху з невеликими гострими шипами.